# Das Licht, aus dem die Träume sind
Das Licht, aus dem die Träume sind (Originaltitel Last Film Show, in Indien auch Chhello Show) ist ein Filmdrama von Pan Nalin, das im Juni 2021 beim Tribeca Film Festival seine Premiere feierte und am 12. Mai 2022 in die deutschen Kinos kam. Das Licht, aus dem die Träume sind wurde von Indien als Beitrag für die Oscarverleihung 2023 als bester Internationaler Film eingereicht.

## Handlung
Samay lebt mit seiner Familie in einem abgelegenen Dorf in Indien. Als der 9-Jährige zum ersten Mal Filme entdeckt, ist er absolut fasziniert. Gegen den Willen seines Vaters geht er fortan Tag für Tag ins Kino, um sich weitere Filme anzusehen, und freundet sich sogar mit dem Filmvorführer Fazal an, der ihn im Austausch für den Inhalt seiner Lunchbox kostenlos Filme anschauen lässt. Schnell findet er heraus, wie Geschichten zu Licht werden, Licht zu Filmen und Filme zu Träumen. Gemeinsam mit seinen Freunden gelingt es Samay, eine Filmprojektionsvorrichtung zu bauen.

## Produktion
Regie führte Pan Nalin, auch Nalin Kumar Pandya, der auch das Drehbuch schrieb. Der Film spielt im Heimatdistrikt des Regisseurs, in Gujarat, der westlichsten Provinz Indiens. Es handelt sich um eine relativ dünn besiedelte Region mit einer eigenen Sprache. So sei der Film nicht nur als generelle Liebeserklärung an das Kino zu verstehen, sondern auch als ganz persönliches Bekenntnis eines sympathischen und heimatbewussten Filmverrückten, der in Samay seine Entsprechung findet, so Gaby Sikorski.
Der Kinderdarsteller Bhavin Rabari spielt in der Hauptrolle Samay. Bhavesh Shrimali spielt den Filmvorführer Fazal, mit dem er sich anfreundet. Richa Meena spielt Samays Mutter Baa, Dipen Raval seinen Vater Bapuji.
Die Filmmusik komponierte der Franzose Cyril Morin. Das Soundtrack-Album mit 24 Musikstücken soll am 18. März 2022 von MovieScore Media als Download veröffentlicht werden.
Die erste Vorstellung erfolgte am 10. Juni 2021 beim Tribeca Film Festival. Am 6. Januar 2022 kam der Film in ausgewählte US-Kinos. Im März 2022 wurde er beim Fribourg International Film Festival gezeigt und im April 2022 beim Seattle International Film Festival. Ende April, Anfang Mai 2022 wurde er beim Prague International Film Festival (Febiofest) vorgestellt. Der Kinostart in Deutschland erfolgte am 12. Mai 2022. Im Oktober 2022 wurde er beim Schlingel Film Festival gezeigt. Am 3. November 2022 soll der Film in Deutschland auf DVD veröffentlicht werden. Im Dezember 2022 erfolgten Vorstellungen beim Red Sea International Film Festival. Im Januar 2023 wurde er beim Palm Springs International Film Festival gezeigt. Das Licht, aus dem die Träume sind wurde im Jahr 2023 zudem im Rahmen der SchulKinoWochen vorgestellt, so im März 2023 in Brandenburg und Bayern.

## Rezeption

### Kritiken
Die bei Rotten Tomatoes aufgeführten Kritiken sind 94 Prozent positiv bei einer durchschnittlichen Bewertung mit 7,7 von 10 möglichen Punkten.

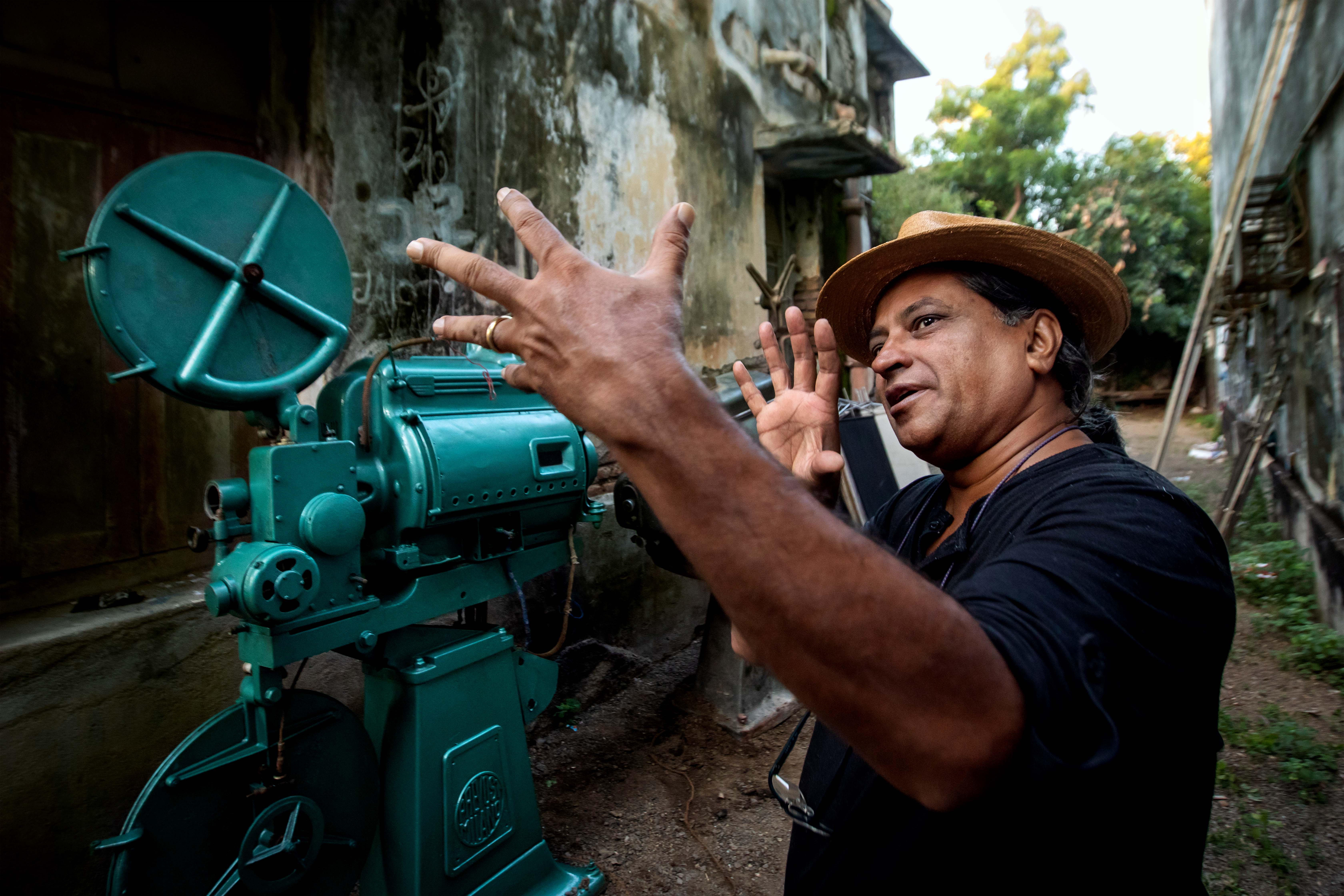
Regisseur Pan Nalin während der Dreharbeiten im Jahr 2019 in seinem Heimatdistrikt Gujarat

Sidney Schering bemerkt in seiner Kritik, das Kino an sich sei bereits ein perplexer, paradoxer Ort, was Pan Nalin bestens verstehe und in Das Licht, aus dem die Träume sind wundervoll zum Ausdruck bringe: „Das Kino ist Filmtempel und Begegnungsstätte, wo es kracht und zischt, zugleich. Und jene Funken, die durch diese Reibung entstehen, vermögen es, eine lichterloh lodernde Leidenschaft zu entfachen.“ Er resümiert, Das Licht, aus dem die Träume sind sei Filmzauber über die Magie des Kinos und ein nostalgisches, dennoch niemals kulturpessimistisches Drama über verlorene Medientechniken, die einfach unbeschreibliche Anziehungskraft des Bewegtbildes, und neue cineastische Chancen.
Gaby Sikorski, Filmkorrespondentin der Gilde deutscher Filmkunsttheater, schreibt, Nalin habe nach seinem feministischen Musicalmelodram 7 Göttinnen mit Das Licht, aus dem die Träume sind einen eher leichten, durchgängig beschwingten Film gedreht, und Samay sei dabei offensichtlich als Alter Ego des Regisseurs selbst zu verstehen. Bhavin Rabari spiele diesen sehr sympathisch.

### Einsatz im Unterricht
Das Onlineportal kinofenster.de bestimmte Das Licht, aus dem die Träume sind zum Film des Monats Mai 2022 und empfiehlt ihn ab der 7. Klasse für die Unterrichtsfächer Deutsch, Kunst, Sachkunde/Lebenskunde, Physik und Medienkunde und bietet Materialien zum Film für den Unterricht. Dort schreibt Susanne Gupta, ähnlich wie indische Klassiker von Satyajit Ray sei der nostalgische Arthouse-Film in ruhigen Aufnahmen in warmen Farben gedreht, die das Idyll einer ländlichen Lebensweise unterstreichen. Umso härter sei der Kontrast zur Stadt, so wenn  Regisseur Pan Nalin in einer schon fast apokalyptisch anmutenden Sequenz Samay mit der Kamera bis zu einer Fabrik folgt, wo alte Filmrollen auf eine Halde gekippt, eingeschmolzen und schließlich zu billigen Armreifen verarbeitet werden. Nalin kritisiere aber auch unaufdringlich die gesellschaftliche Gegenwart seines Geburtslandes und er in Samays Schulunterricht auf Gandhi als Vorbild für Gewaltlosigkeit verweist.

### Auszeichnungen
Das Licht, aus dem die Träume sind wurde von Indien als Beitrag für die Oscarverleihung 2023 in der Kategorie Bester Internationaler Film eingereicht. Im Folgenden eine Auswahl weiterer Auszeichnungen und Nominierungen.
Calgary International Film Festival 2021
- Nominierung im International Narrative Competition[21]

Cleveland International Film Festival 2022
- Nominierung im International Narrative Competition (Pan Nalin)[22]

Fribourg International Film Festival 2022
- Nominierung im internationalen Wettbewerb[7]

Red Sea International Film Festival 2022
- Nominierung im Wettbewerb[13]

Tribeca Film Festival 2021
- Auszeichnung als Zweitplatzierter mit dem Publikumspreis – Narrative[23]

Valladolid International Film Festival 2021
- Auszeichnung als Bester Film mit der Goldenen Ähre[24]

## Synchronisation
Die deutsche Synchronisation entstand nach einem Dialogbuch von Suni-Amelie Krix und der Dialogregie von Christoph Krix im Auftrag der Celluloidtracks GmbH, Leipzig.
| Darsteller       | Synchronsprecher        | Rolle                       |
| ---------------- | ----------------------- | --------------------------- |
| Bhavin Rabari    | Francisco Palma Galisch | Samay                       |
| Richa Meena      | Meike Finck             | Ba / Samays Mutter          |
| Dipen Raval      | Jaron Löwenberg         | Bapuji / Samays Vater       |
| Ronak Goswami    | Stephan Baumecker       | Beamter                     |
| Bhavesh Shrimali | Asad Schwarz            | Fazal                       |
| Kashyap Kapta    | Dennis Sandmann         | Galaxy Cinema Platzanweiser |
| Alpesh Tank      | Nic Romm                | Hr. Dave                    |
| Rahul Koli       | Thoralf Theusner        | Manu                        |
| Vikas Bata       | Nikita Steinert         | Nano                        |
| Deepal Bhati     | Alexander Kiersch       | Polizist                    |
| Kishan Parmar    | Alvin Stein             | S.T.                        |
| Shoban Makwa     | Dorian Bednarski        | Siddi Badshah               |
| Vidita Mehta     | Annika Theusner         | Sili                        |
| Vijay Mer        | Luca Hinz               | Tiku                        |